# Emmanuel Célestin Suhard
Emmanuel Célestin Suhard, francoski rimskokatoliški duhovnik, škof in kardinal, * 5. april 1874, Brains-sur-les-Marches, † 30. maj 1949.

## Življenjepis
18. decembra 1897 je prejel duhovniško posvečenje.
6. julija 1928 je bil imenovan za škofa Bayeuxa in 3. oktobra istega leta je prejel škofovsko posvečenje. 23. decembra 1930 je postal nadškof Reimsa.
16. decembra 1935 je bil povzdignjen v kardinala in imenovan za kardinal-duhovnika S. Onofrio.
11. maja 1940 je postal nadškof Pariza.